# Hệ thập nhị phân
Các hệ thống số thập nhị phân (còn được gọi là hệ cơ số 12) là một hệ đếm sử dụng mười hai như là cơ sở của nó. Trong hệ thống này, số mười có thể được viết bởi một xoay "2" (2) và mười một số của một xoay "3" (3). Ký hiệu này được giới thiệu bởi Sir Isaac Pitman. [1] Những hình thức chữ số có sẵn như là các ký tự Unicode vào hệ thống máy tính kể từ tháng 6 năm 2015 [2] như ↊ (Mã số điểm 218A) và ↋ (điểm 218B Mã), tương ứng. [3] ký hiệu khác sử dụng "A", "T", hoặc "X" cho mười và "B" hay "E" cho mười một. Số mười hai (nghĩa là, các số viết là "12" tại các cơ sở mười hệ số) là thay vì viết là "10" trong thập nhị phân (có nghĩa là "1 chục và 0 đơn vị", thay vì "1 mười và 0 đơn vị"), trong khi chuỗi số "12" có nghĩa là "1 chục và 2 đơn vị" (tức là cùng một số trong số thập phân được viết là "14"). Tương tự như vậy, trong thập nhị phân "100" có nghĩa là "1 tổng", "1000" có nghĩa là "1 lớn tổng", và "0.1" có nghĩa là "1 thứ mười hai" (thay vì ý nghĩa "1 trăm" thập phân của họ, "1000", và " 1 thứ mười ").
Số mười hai, một số phức hợp cao cấp, là số nhỏ nhất có bốn ước số quan trọng (2, 3, 4, 6), và nhỏ nhất bao gồm các yếu tố văn tất cả bốn số (1-4) trong phạm vi cơ bản. Như một kết quả của việc này tăng khả năng phân tích được của cơ số và chia hết của mình bằng một loạt các số nguyên tố nhất (trong khi 10 chỉ có hai ước số quan trọng: 2 và 5, và không phải 3, 4, hoặc 6), đại diện thập nhị phân phù hợp dễ dàng hơn so với các số thập phân thành nhiều mô hình chung, bằng chứng là quy luật cao hơn có thể quan sát trong bảng thập nhị nhân. Kết quả là, số thập phân đã được mô tả như là hệ số tối ưu. [4] Trong số các yếu tố của nó, 2 và 3 là số nguyên tố, có nghĩa là nghịch đảo của các số 3, mịn (như 2, 3, 4, 6, 8, 9...) có một đại diện chấm dứt trong số thập phân. Đặc biệt, năm phần cơ bản nhất (1/2, 1/3, 2/3, 1/4 và 3/4) tất cả đều có một đại diện chấm dứt ngắn trong thập nhị phân (0.6, 0.4, 0.8, 0.3 và 0.9, tương ứng), và mười hai là các cơ số nhỏ nhất với tính năng này (vì nó là bội số chung nhỏ nhất của 3 và 4). tất cả điều này làm cho nó một hệ thống số thuận tiện hơn cho việc tính toán phân số so với hầu hết các hệ số khác sử dụng phổ biến, chẳng hạn như các hệ thống thập phân, vigesimal, nhị phân, bát phân và thập lục phân. Mặc dù trigesimal và sáu mươi hệ thống (trong đó nghịch đảo của tất cả các số 5) làm tốt hơn trong lĩnh vực này, đây là cái giá của bảng nhân khó sử dụng và một số lượng lớn của các biểu tượng cần phải ghi nhớ.